# Zoja Chołszczewnikowa
Zoja Fiodorowna Chołszczewnikowa (ros. Зоя Фёдоровна Холщевникова, ur. 30 grudnia 1920 – zm. 12 czerwca 1991 w Moskwie) – rosyjska łyżwiarka szybka reprezentująca ZSRR, dwukrotna medalistka mistrzostw świata.

## Kariera
Pierwszy sukces w karierze Zoja Chołszczewnikowa osiągnęła w 1948 roku, kiedy zdobyła brązowy medal podczas wielobojowych mistrzostw świata w Turku. W zawodach tych wyprzedziły ją jedynie dwie rodaczki: Marija Isakowa oraz Lidija Sielichowa. Chołszczewnikowa zajęła tam trzecie miejsce w biegu na 500 m, a na dystansach 1000, 3000 i 5000 m była czwarta. Na rozgrywanych rok później mistrzostwach świata w Kongsbergu ex aequo z Isakową wygrała bieg na 1000 m, na 500 i 5000 m była trzecia, w biegu na 3000 m zajęła drugie miejsce. Uzyskała najlepszy łączny wynik wynoszący 212,890 pkt, jednak to Isakowa została ogłoszona mistrzynią świata, gdyż zgodnie z obowiązującymi wówczas zasadami zwycięstwo na trzech z czterech dystansów automatycznie dawało łączne zwycięstwo. Startowała także na mistrzostwach świata w Moskwie w 1950 roku, zajmując dziesiąte miejsce. Jej najlepszym wynikiem na tych mistrzostwach było czwarte miejsce na dystansie 1000 m. Ponadto pięciokrotnie zdobywała medale mistrzostw Związku Radzieckiego w wieloboju, w tym złoty w 1944 roku.
Otrzymała tytuł Zasłużonego Mistrza Sportu ZSRR.
Ustanowiła dwa rekordy świata.